# Leichtathletik-Europameisterschaften 2018/400 m Hürden der Männer

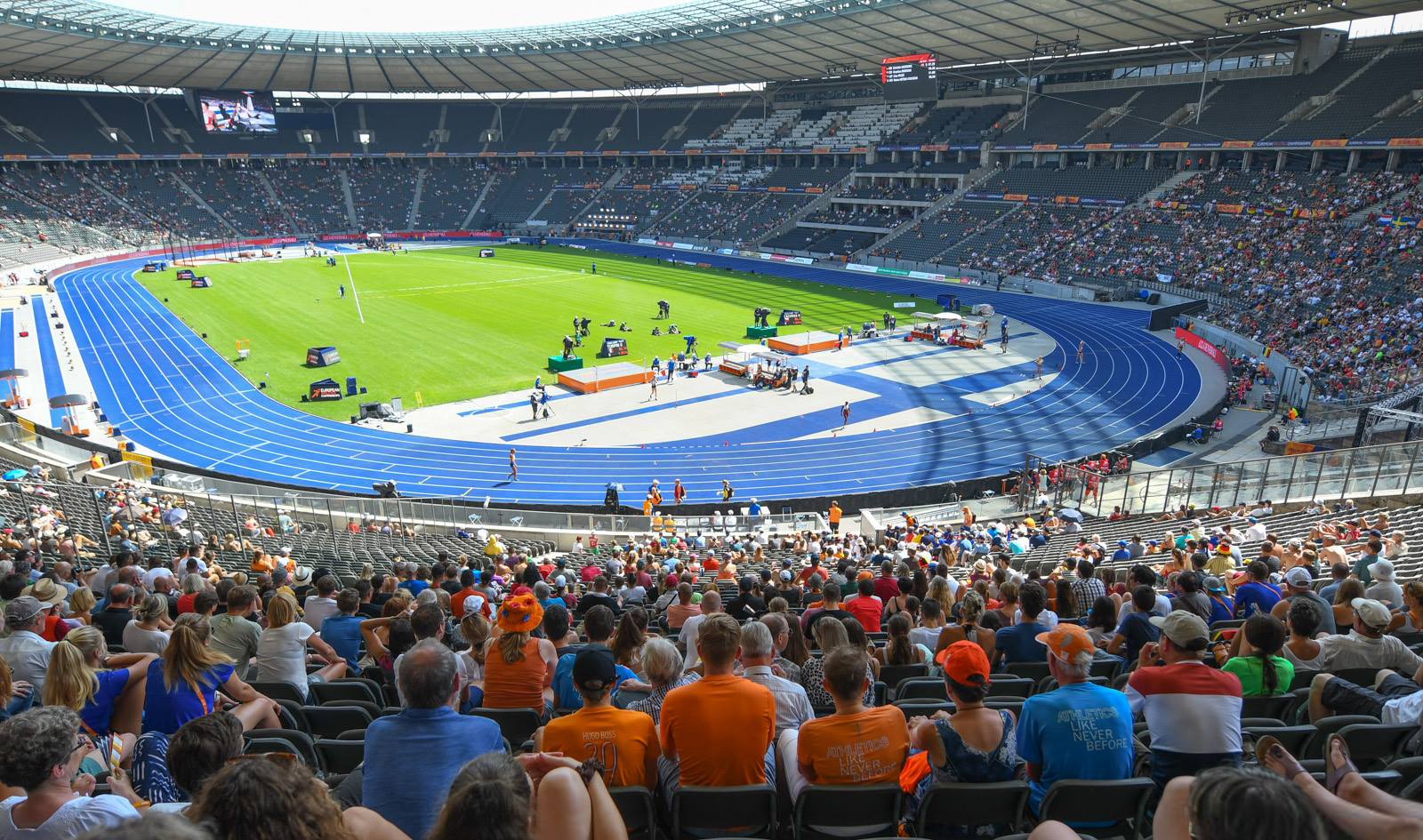
Das Berliner Olympiastadion am 9. August 2018

Der 400-Meter-Hürdenlauf der Männer bei den Leichtathletik-Europameisterschaften 2018 fand vom 6. bis 9. August im Olympiastadion in der deutschen Hauptstadt Berlin statt.
Europameister wurde der Norweger Karsten Warholm. Er siegte vor dem Türken Yasmani Copello. Der Ire Thomas Barr gewann die Bronzemedaille.

## Rekorde

### Bestehende Rekorde
| Weltrekord           | 46,78 s | Kevin Young      | OS Barcelona, Spanien  | 6. August 1992    |
| Europarekord         | 47,37 s | Stéphane Diagana | Lausanne, Schweiz      | 5. Juli 1995      |
| Meisterschaftsrekord | 47,48 s | Harald Schmid    | EM Athen, Griechenland | 8. September 1982 |

Der bereits seit 1982 bestehende EM-Rekord wurde auch bei diesen Europameisterschaften nicht erreicht. Die schnellste Zeit erzielte der norwegische Europameister Karsten Warholm im Finale mit 47,64 s, womit er sechzehn Hundertstelsekunden über dem Rekord blieb. Zum Europarekord fehlten ihm 27 Hundertstelsekunden, zum Weltrekord 86 Hundertstelsekunden.

### Rekordverbesserungen
Im Finale am 9. August wurden zwei neue Landesrekorde aufgestellt:
- 47,64 s – Karsten Warholm, Norwegen
- 47,81 s – Yasmani Copello, Türkei

## Durchführung des Wettbewerbs
Die elf schnellsten Hürdensprinter der Jahresbestenliste – in den Halbfinalresultaten mit ‡ markiert – mussten in den Vorläufen noch nicht antreten. Sie waren automatisch für das Halbfinale qualifiziert und griffen erst dort in den Wettkampf ein.

## Legende
Kurze Übersicht zur Bedeutung der Symbolik – so üblicherweise auch in sonstigen Veröffentlichungen verwendet:
| NR     | Nationaler Rekord                                                                             |
| NU23R  | Nationaler U23-Rekord                                                                         |
| EU23ER | Europäischer U23-Rekord                                                                       |
| PB     | Persönliche Bestleistung                                                                      |
| SB     | Persönliche Jahresbestleistung                                                                |
| DNF    | Wettkampf nicht beendet (did not finish)                                                      |
| DNS    | nicht am Start (did not start)                                                                |
| ‡      | einer der elf schnellsten Sprinter der Jahresbestenliste (Markierung verwendet im Halbfinale) |

## Vorläufe
Aus den vier Vorläufen qualifizierten sich die jeweils beiden Ersten jedes Laufes – hellblau unterlegt – und zusätzlich die fünf Zeitschnellsten – hellgrün unterlegt – für das Halbfinale.

### Vorlauf 1

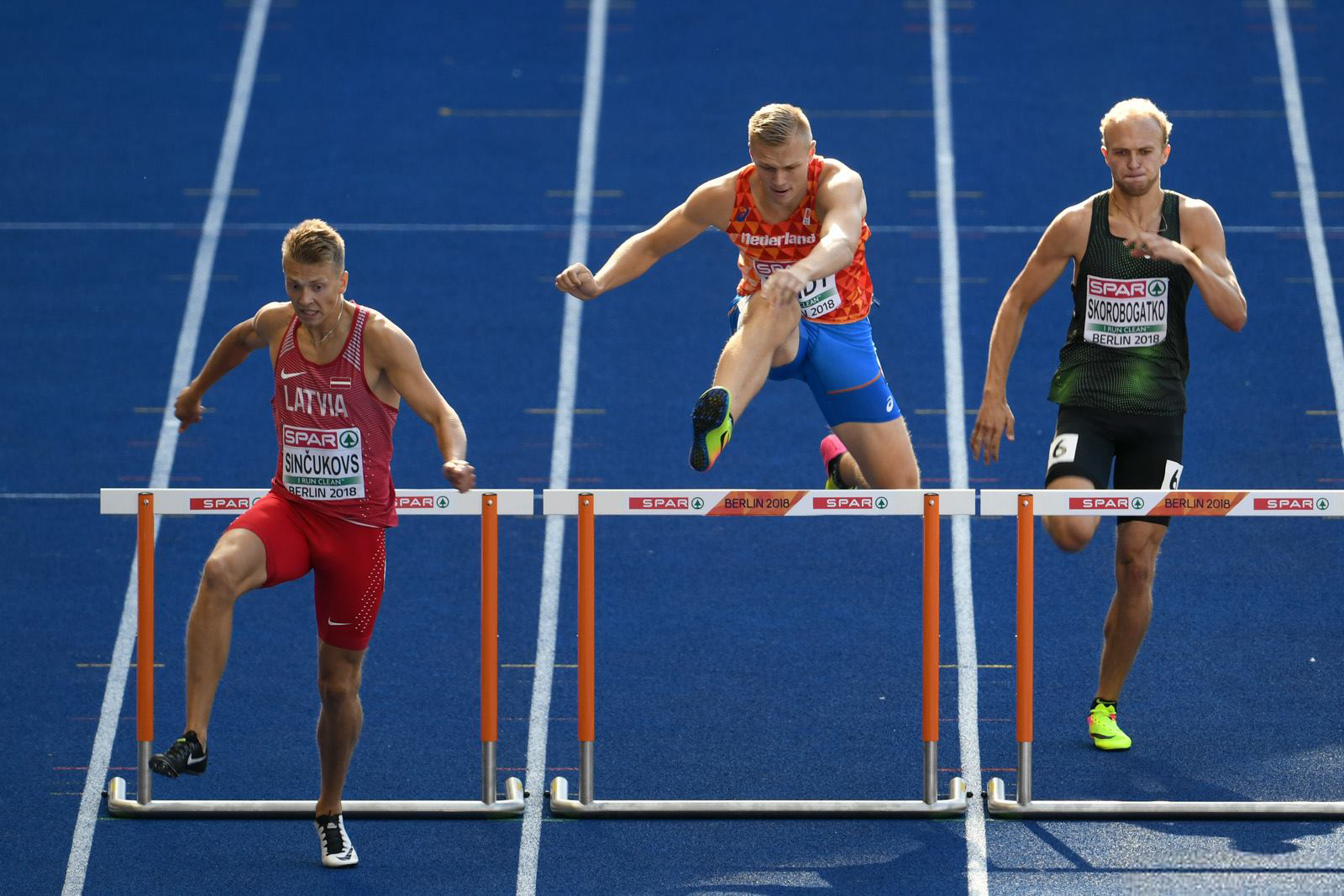
Erster Vorlauf (v. l. n. r): Maksims Sincukovs, Nick Smidt, Alexander Skorobogatko
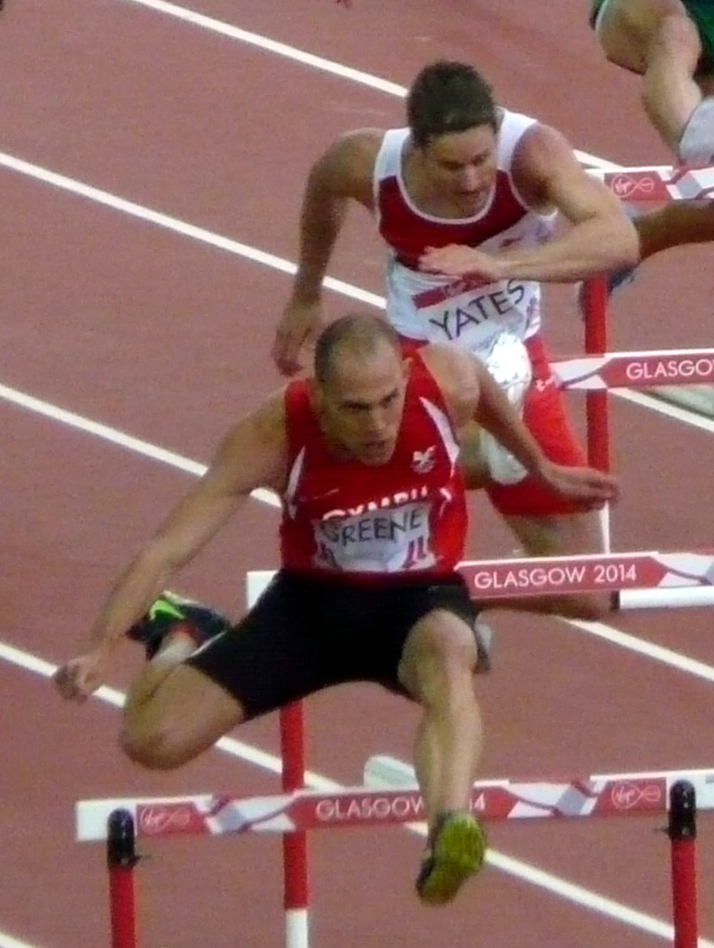
Dai Greene trat zu seinem Vorlauf nicht an

6. August 2018, 17:05 Uhr MESZ
| Platz | Bahn | Name                   | Land                        | Zeit (s) |
| ----- | ---- | ---------------------- | --------------------------- | -------- |
| 1     | 8    | Maksims Sinčukovs      | Lettland                    | 50,39 SB |
| 2     | 5    | Jaak-Heinrich Jagor    | Estland                     | 50,47    |
| 3     | 6    | Alexander Skorobogatko | Authorised Neutral Athletes | 50,74    |
| 4     | 3    | Dany Brand             | Schweiz                     | 50,82 SB |
| 5     | 7    | Nick Smidt             | Niederlande                 | 50,96    |
| 6     | 4    | Martin Tuček           | Tschechien                  | 51,63    |
| DNS   | 2    | Dai Greene             | Großbritannien              |          |

### Vorlauf 2

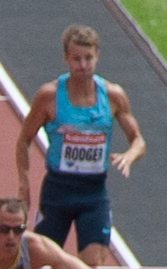
Sebastian Rodger schied als Fünfter seines Vorlaufs aus

6. August 2018, 17:12 Uhr MESZ
| Platz | Bahn | Name             | Land           | Zeit (s) |
| ----- | ---- | ---------------- | -------------- | -------- |
| 1     | 7    | Muhammad Kounta  | Frankreich     | 50,60    |
| 2     | 4    | Martin Kučera    | Slowakei       | 50,75    |
| 3     | 8    | Danylo Danylenko | Ukraine        | 51,02    |
| 4     | 5    | Jakub Mordyl     | Polen          | 51,15    |
| 5     | 3    | Sebastian Rodger | Großbritannien | 51,30    |
| 6     | 6    | Aleix Porras     | Spanien        | 51,69    |

### Vorlauf 3
6. August 2018, 17:19 Uhr MESZ
| Platz | Bahn | Name                  | Land       | Zeit (s) |
| ----- | ---- | --------------------- | ---------- | -------- |
| 1     | 6    | Victor Coroller       | Frankreich | 50,10    |
| 2     | 4    | Alain-Hervé Mfomkpa   | Schweiz    | 50,34    |
| 3     | 5    | Emir Bekrić           | Serbien    | 50,46 SB |
| 4     | 7    | Máté Koroknai         | Ungarn     | 50,70    |
| 5     | 3    | Michal Brož           | Tschechien | 50,74    |
| 6     | 2    | Diogo Mestren         | Portugal   | 52,65    |
| 7     | 8    | Andrea Ercolani Volta | San Marino | 53,86    |

### Vorlauf 4
6. August 2018, 17:25 Uhr MESZ
| Platz | Bahn | Name                           | Land       | Zeit (s) |
| ----- | ---- | ------------------------------ | ---------- | -------- |
| 1     | 8    | Denys Netschyporenko           | Ukraine    | 50,26 SB |
| 2     | 7    | Tibor Koroknai                 | Ungarn     | 50,34    |
| 3     | 4    | José Reynaldo Bencosme de Leon | Italien    | 50,80    |
| 4     | 6    | Vít Müller                     | Tschechien | 51,00    |
| 5     | 5    | Isak Andersson                 | Schweden   | 51,18    |
| 6     | 3    | Hrvoje Čukman                  | Kroatien   | 52,91    |

## Halbfinale
Aus den drei Halbfinalläufen qualifizierten sich die jeweils beiden Ersten jedes Laufes – hellblau unterlegt – und zusätzlich die beiden Zeitschnellsten – hellgrün unterlegt – für das Finale. Die elf Jahresschnellsten – mit ‡ markiert, die automatisch für das Halbfinale qualifiziert waren, griffen jetzt in das Geschehen ein.

### Lauf 1

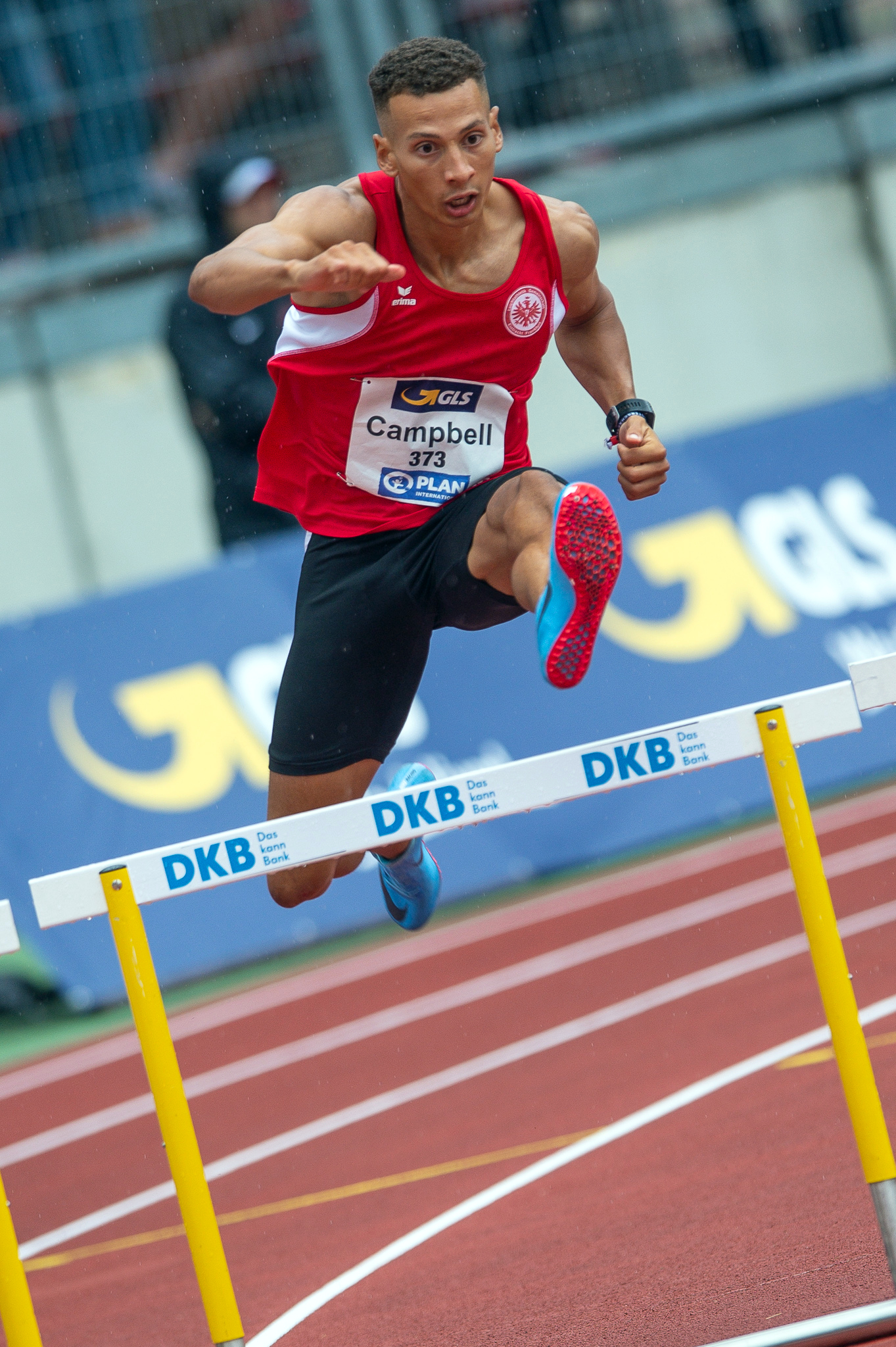
Um eine Hundertstelsekunde verpasste Luke Campbell den Einzug ins Finale

7. August 2018, 19:55 Uhr MESZ
| Platz | Bahn | Name                           | Land        | Zeit (s) |
| ----- | ---- | ------------------------------ | ----------- | -------- |
| 1     | 6    | Karsten Warholm ‡              | Norwegen    | 48,67    |
| 2     | 4    | Patryk Dobek ‡                 | Polen       | 48,75 SB |
| 3     | 3    | Luke Campbell ‡                | Deutschland | 49,20    |
| 4     | 5    | Victor Coroller                | Frankreich  | 49,34 SB |
| 5     | 7    | José Reynaldo Bencosme de Leon | Italien     | 49,86    |
| 6     | 2    | Michal Brož                    | Tschechien  | 50,31    |
| 7     | 8    | Jaak-Heinrich Jagor            | Estland     | 50,41    |
| 8     | 1    | Emir Bekrić                    | Serbien     | 50,96    |

### Lauf 2

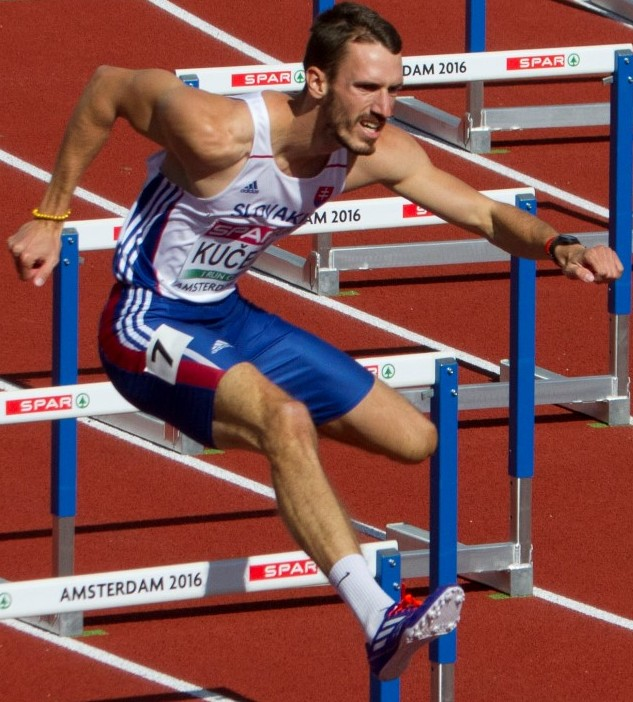
Tibor Koroknai schied als Fünfter seines Halbfinals aus

7. August 2018, 19:55 Uhr MESZ
| Platz | Bahn | Name                | Land                        | Zeit (s)    |
| ----- | ---- | ------------------- | --------------------------- | ----------- |
| 1     | 6    | Rasmus Mägi ‡       | Estland                     | 48,80 SB    |
| 2     | 4    | Ludvy Vaillant ‡    | Frankreich                  | 48,88       |
| 3     | 3    | Timofei Tschaly ‡   | Authorised Neutral Athletes | 48,89 SB    |
| 4     | 5    | Sergio Fernández ‡  | Spanien                     | 49,19 SB    |
| 5     | 7    | Tibor Koroknai      | Ungarn                      | 49,24 PB    |
| 6     | 1    | Martin Kučera       | Slowakei                    | 50,30 PB    |
| 7     | 2    | Maksims Sinčukovs   | Lettland                    | 50,33 NU23R |
| 8     | 8    | Alain-Hervé Mfomkpa | Schweiz                     | 50,71       |

### Lauf 3

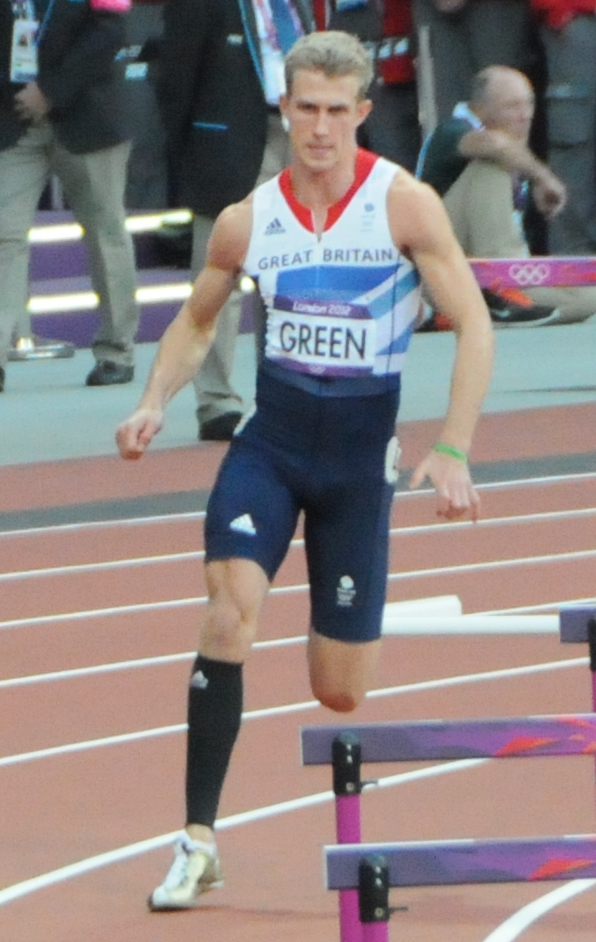
Jack Greene – ausgeschieden als Sechster des dritten Semifinals

7. August 2018, 19:55 Uhr MESZ
| Platz | Bahn | Athlet                 | Land                        | Zeit (s) |
| ----- | ---- | ---------------------- | --------------------------- | -------- |
| 1     | 6    | Yasmani Copello ‡      | Türkei                      | 48,88    |
| 2     | 5    | Thomas Barr ‡          | Irland                      | 49,10    |
| 3     | 3    | Lorenzo Vergani ‡      | Italien                     | 49,41    |
| 4     | 8    | Muhammad Kounta        | Frankreich                  | 49,58    |
| 5     | 2    | Máté Koroknai          | Ungarn                      | 49,77 PB |
| 6     | 4    | Jack Green ‡           | Großbritannien              | 49,84    |
| 7     | 1    | Denys Netschyporenko   | Ukraine                     | 50,27    |
| DNF   | 7    | Alexander Skorobogatko | Authorised Neutral Athletes |          |

## Finale
9. August 2018, 20:15 Uhr MESZ
| Platz | Bahn | Athlet           | Land                        | Zeit (s)       |
| ----- | ---- | ---------------- | --------------------------- | -------------- |
|       | 6    | Karsten Warholm  | Norwegen                    | 47,64 NR/EU23R |
|       | 4    | Yasmani Copello  | Türkei                      | 47,81 NR       |
|       | 8    | Thomas Barr      | Irland                      | 48,31 SB       |
| 4     | 7    | Ludvy Vaillant   | Frankreich                  | 48,42 PB       |
| 5     | 3    | Patryk Dobek     | Polen                       | 48,59 SB       |
| 6     | 5    | Rasmus Mägi      | Estland                     | 48,75 SB       |
| 7     | 2    | Sergio Fernández | Spanien                     | 48,98 SB       |
| 8     | 1    | Timofei Tschaly  | Authorised Neutral Athletes | 49,41          |

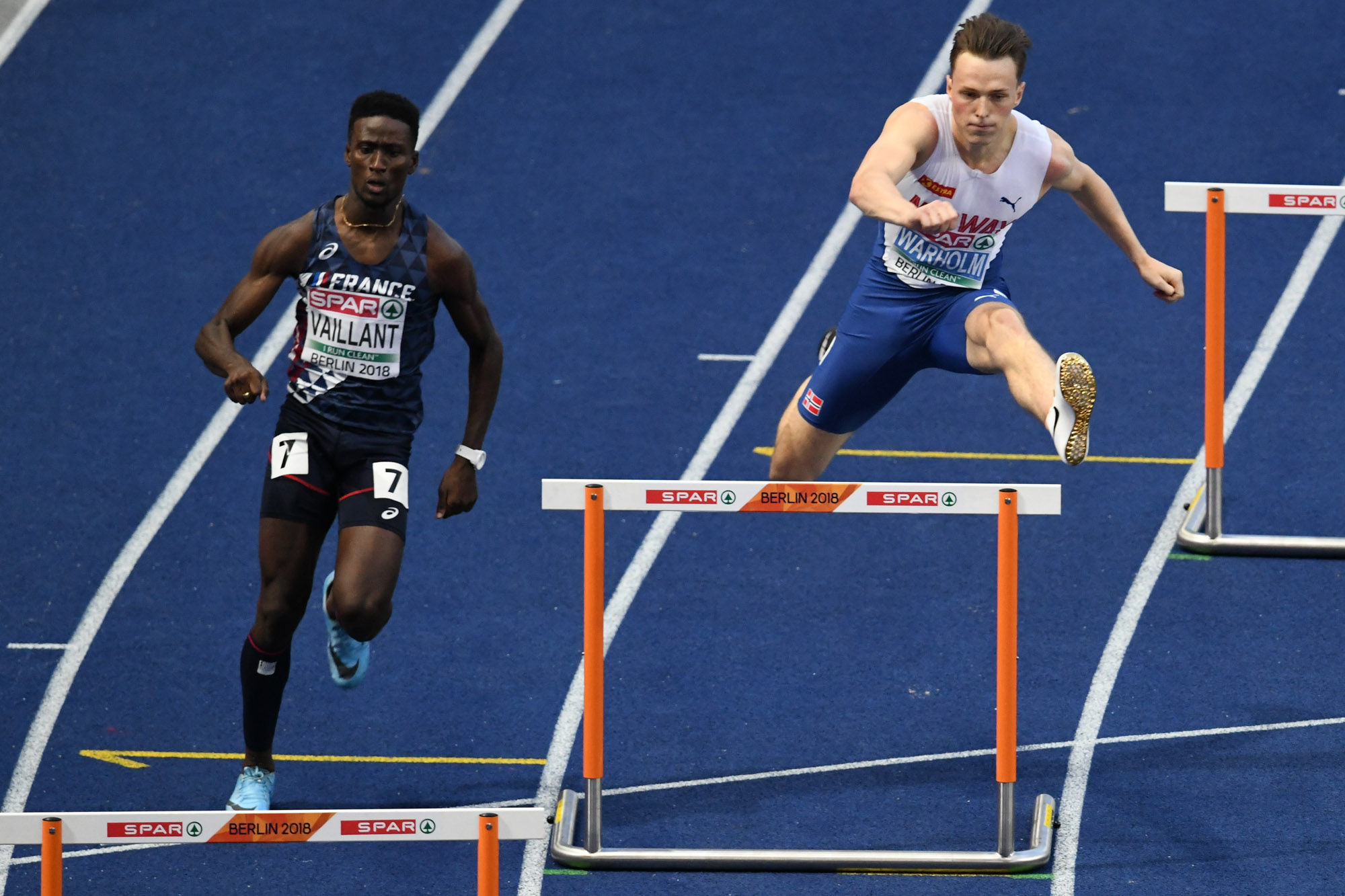
400-Meter-Hürdenfinale: Europameister Karsten Warholm (rechts) und der viertplatzierte Ludvy Vaillant

Topfavoriten waren die beiden Athleten, die bei den letzten Weltmeisterschaften die Ränge eins und zwei belegt hatten: Weltmeister Karsten Warholm aus Norwegen und Vizeweltmeister Yasmani Copello, der Titelverteidiger aus der Türkei. In den Halbfinals hatte sich angedeutet, dass die Leistungsdichte hoch war und die Konkurrenten für den Kampf um die weiteren vorderen Platzierungen eng zusammenlagen. Der Pole Patryk Dobek hatte dort die zweitschnellste Zeit nach Warholm erzielt, Rasmus Mägi aus Estland war Drittschnellster, der Franzose Ludvy Vaillant folgte zeitgleich mit Copello nur knapp dahinter. Auch der unter neutraler Flagge startende Timofei Tschaly war unter 49 Sekunden geblieben.
Das Rennen entwickelte sich am Ende zu dem erwarteten Zweikampf. Karsten Warholm setzte sich mit einem neuen U23-Europarekord in 47,64 s durch. Diese Zeit stellte gleichzeitig einen neuen norwegischen Landesrekord dar. Yasmani Copello wurde siebzehn Hundertstelsekunden hinter dem Norweger Vizeeuropameister und blieb damit ebenfalls unter der 48-Sekunden-Marke. Auch mit seiner Leistung stellte er einen neuen Landesrekord auf. Das Niveau hinter diesen beiden Athleten war ebenfalls hoch. Der Ire Thomas Barr wurde in 48,31 Sekunden überraschender Dritter. Ludvy Vaillant verpasste Bronze nur um etwas mehr als eine Zehntelsekunde. Patryk Dobek kam auf den fünften Platz vor Rasmus Mägi. Der Spanier Sergio Fernández belegte Rang sieben, Timofei Tschaly wurde Achter.

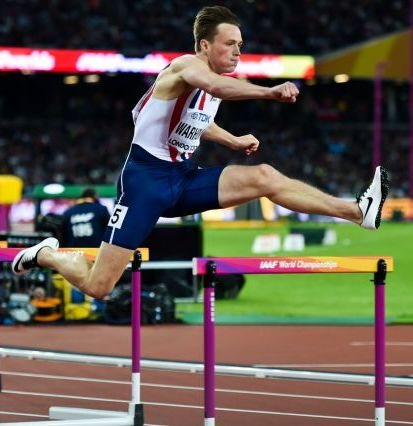
Karsten Warholm siegte mit neuem Landesrekord
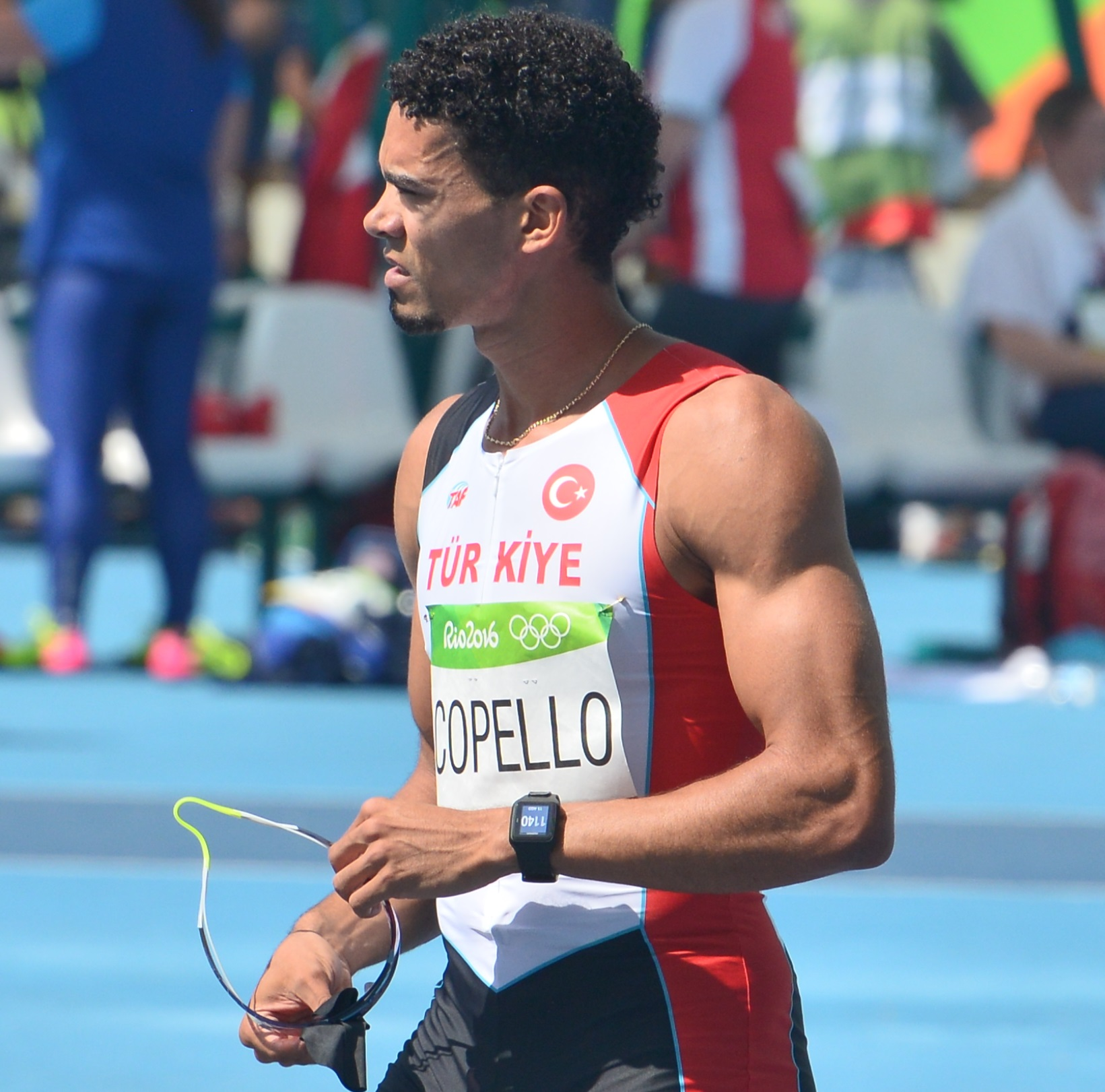
Vizeeuropameister Yasmani Copello
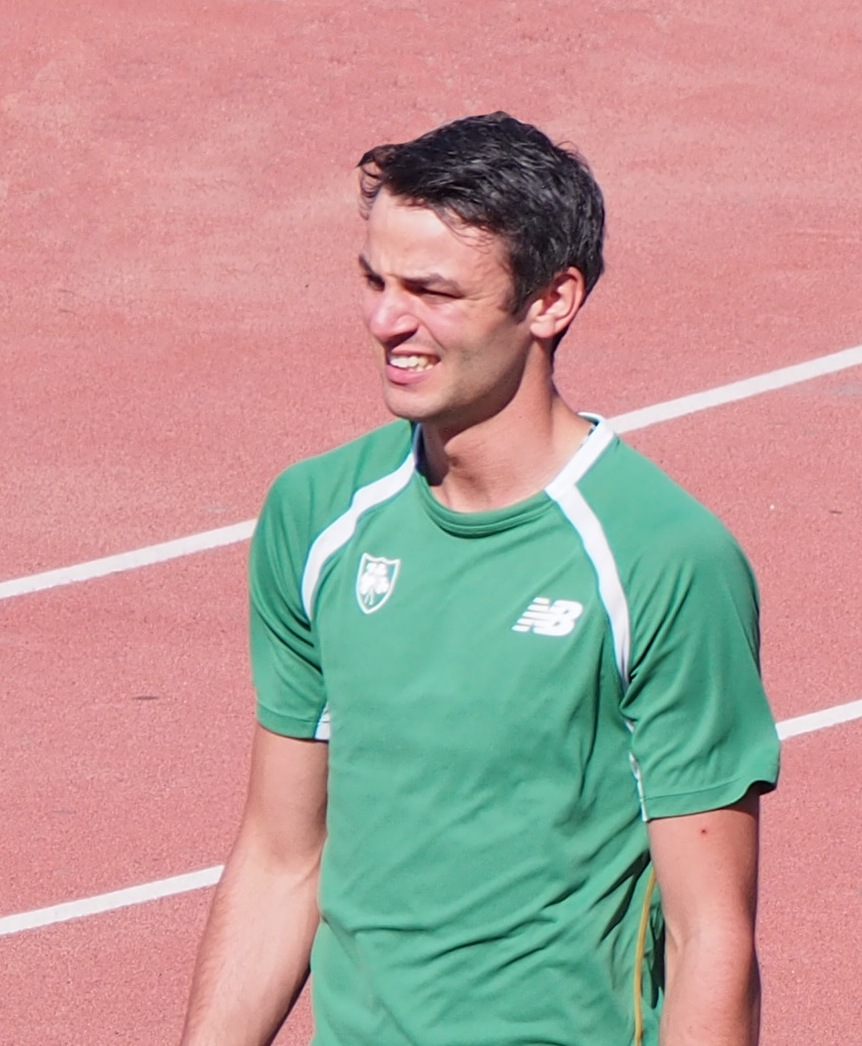
Bronzemedaillengewinner Thomas Barr

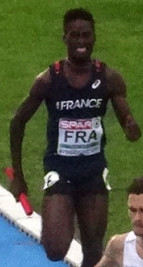
Ludvy Vaillant belegte Rang vier
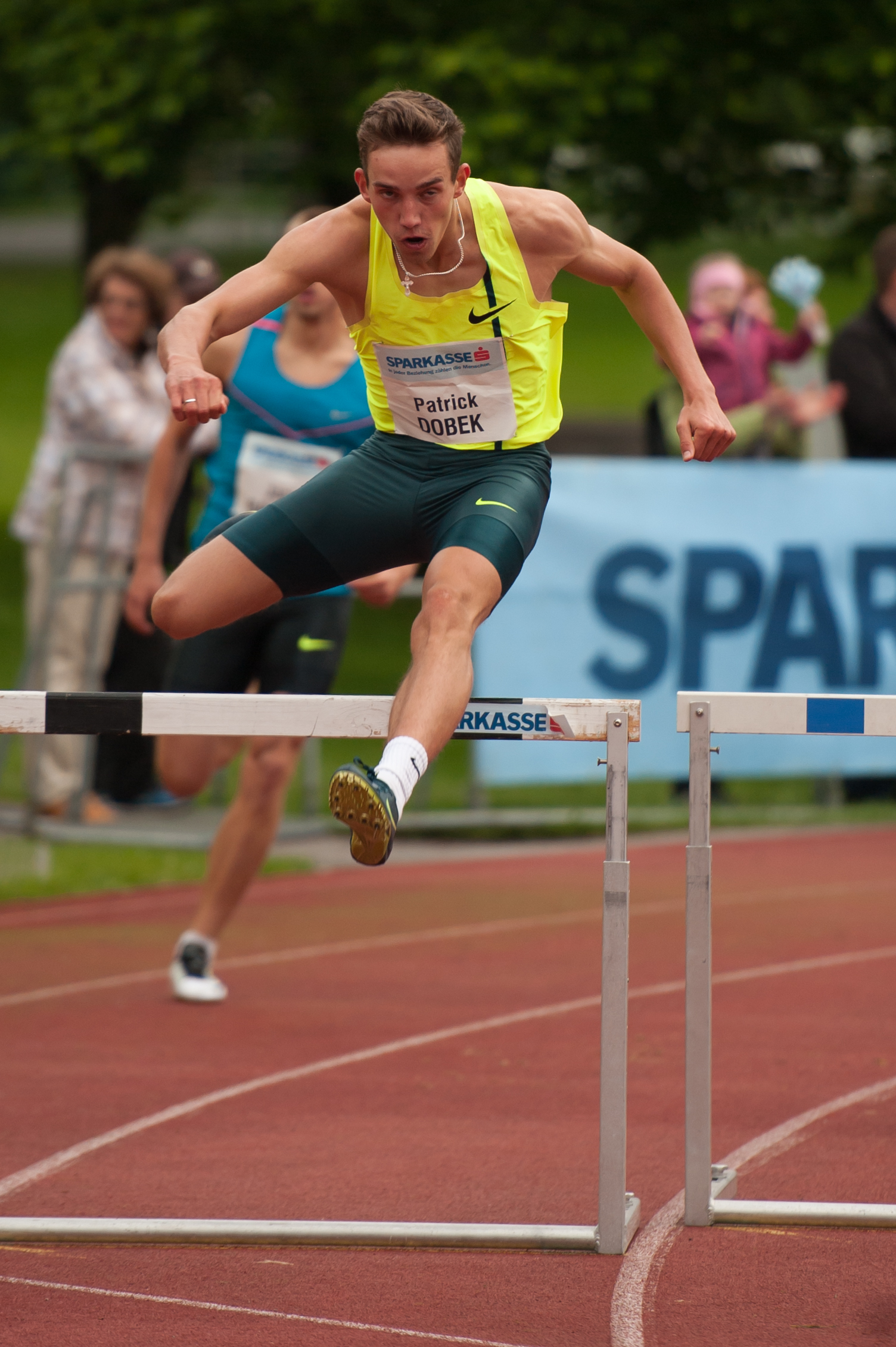
Rang fünf für Patryk Dobek
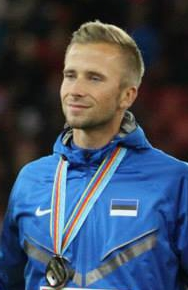
Rasmus Mägi kam auf den sechsten Platz

## Videolink
- Karsten Warholm: European 400m hurdles champ Berlin 2018, Interview, youtube.com (englisch), abgerufen am 27. März 2023